# HK Aqtóbe
Le HK Aqtóbe est un club de hockey sur glace d'Aqtóbe au Kazakhstan. Il évolue dans la Pro Hokei Ligasy.

## Historique
Il est fondé en 2018. Un an plus tard, le club intègre une équipe dans le championnat kazakh.

## Palmarès
- Aucun titre.